# Évêque de Cornouailles

Les diocèses d'Angleterre au Xe siècle.

L'évêché de Cornouailles est un ancien évêché anglais s'étendant sur les Cornouailles.

## Histoire
Les origines de cet évêché sont incertaines, tout comme son siège originel exact. Plusieurs lieux sont liés aux évêques connus de Cornouailles : Padstow, Bodmin et St Germans. Il est unifié avec l'évêché de Crediton, qui couvre le Devon, et son siège déplacé à Exeter en 1050.

## Liste des évêques de Cornouailles
| Début         | Fin           | Nom              | Remarques                                                                          |
| ------------- | ------------- | ---------------- | ---------------------------------------------------------------------------------- |
| 823 × 870     | avant 890 ?   | Kenstec          |                                                                                    |
| avant 893 ?   | 909           | Asser            | Siège à Exeter.                                                                    |
| 924 × 931     | 939 × 953 ?   | Conan            |                                                                                    |
| 953 × 955 ?   | 959 × 963 ?   | Daniel           | Moine à Glastonbury.                                                               |
| 959 × 963     | 981 × 990 ?   | Wulfsige Comoere |                                                                                    |
| 981 × 990     | 1002 × 1009 ? | Ealdred          |                                                                                    |
| 1002 × 1009   | 1011 × 1012 ? | Æthelsige        | Incertain.                                                                         |
| 1009 × 1012   | 1019 × 1027 ? | Buruhwold        |                                                                                    |
| après 1027    | 1046          | Lyfing           | Neveu du précédent. Également évêque de Crediton et de Worcester.                  |
| 19 avril 1046 | 1050          | Leofric          | Également évêque de Crediton. Transfère son siège à Exeter en 1050 ; mort en 1072. |
| Sources :     |               |                  |                                                                                    |